# Juryszewo
Juryszewo – wieś solecka w Polsce położona w województwie mazowieckim, w powiecie płockim, w gminie Radzanowo. Wieś znajduje się przy drodze wojewódzkiej nr 567.
| SIMC    | Nazwa   | Rodzaj    |
| ------- | ------- | --------- |
| 0573612 | Glinno  | część wsi |
| 0573629 | Gojki   | część wsi |
| 0573635 | Pasieka | część wsi |

Prywatna wieś szlachecka Jurzyszewo, położona była w drugiej połowie XVI wieku w powiecie płockim województwa płockiego. W latach 1975–1998 miejscowość administracyjnie należała do województwa płockiego.